# Frank Fahy
Pour les articles homonymes, voir Fahy.
Francis Patrick Fahy née le 23 mai 1879 et mort le 12 juillet 1953 est un homme politique irlandais membre de Fianna Fáil. Il est Ceann Comhairle (président) du Dáil Éireann de 1932 à 1951. Il est député au Dáil Éireann de 1919 à 1954. Il est député durant 35 ans, dans un premier temps pour le Sinn Féin puis pour le Fianna Fáil.